# Wales (Dakota du Nord)
Pour les articles homonymes, voir Wales.
La ville de Wales est située dans le comté de Cavalier, dans l’État du Dakota du Nord, aux États-Unis. Lors du recensement de 2010, sa population s’élevait à 31 habitants.

## Histoire
Wales a été fondée en 1897.

## Démographie
| 1950 | 1960 | 1970 | 1980 | 1990 | 2000 |
| ---- | ---- | ---- | ---- | ---- | ---- |
| 235  | 151  | 116  | 74   | 48   | 30   |

| 2010 | - | - | - | - | - |
| ---- | - | - | - | - | - |
| 31   | - | - | - | - | - |

## Source
- (en) Cet article est partiellement ou en totalité issu de l’article de Wikipédia en anglais intitulé « Wales, North Dakota » (voir la liste des auteurs).